# Drove
Drove ist ein Ortsteil der Gemeinde Kreuzau im Kreis Düren in Nordrhein-Westfalen.

## Lage
Drove liegt zwischen der Zülpicher Börde und dem Eifelnordrand in der Rureifel im Naturpark Nordeifel. Nachbarorte sind Boich, Thum, Kreuzau und Soller. Direkt an Drove grenzt das Naturschutzgebiet Drover Heide, das 2004 unter Schutz gestellt wurde, nachdem der dortige Truppenübungsplatz aufgehoben worden war.

## Geschichte
Drove ist uralter Siedlungsraum. Bodenfunde lassen auf eine keltoromanische Besiedlung schließen.
Zwischen 1450 und 1700 wurde am Drover Berg am Nordhang der Mausauel reger Bergbau auf Blei, Kupfer und Eisen betrieben. Hier wurde schon zu Zeiten der Römer geschürft.
Früher war Drove eine eigene Herrschaft im Herzogtum Jülich. In der Nähe der Kirche sind heute noch die Reste einer Motte zu sehen, einer frühen Befestigung.  Zwischen 1728 und 1741 wurde in der unmittelbaren Nähe von den Herren von Drove die heutige Burganlage neu errichtet. Im Giebelfeld der Torburg befindet sich neben der Jahreszahl 1741 auch das Wappen der Erbauer, derer von Rohe und von Blanckart.
Die Herrschaft wurde in der Franzosenzeit dann zur Mairie (im Canton Froitzheim und Arrondissement d’Aix-la-Chapelle) und unter Preußen Bürgermeisterei/Amt.
Nach Auflösung des Amtes Drove im Jahre 1932 kam der Ort als selbständige Gemeinde zum Amt Kreuzau. Am 1. Juli 1969 wurde die Gemeinde Drove mit sechs weiteren Orten in die Gemeinde Kreuzau eingegliedert.

## Tunnelaquaedukt
Zwischen Drove und Soller verläuft ein römischer Tunnel. Er ist eines der bedeutendsten Bodendenkmäler des Landes. Der einzig bekannte antike Tunnelbau in Nordrhein-Westfalen ist 1.660 Meter lang und führt durch den Drover Berg. Er diente zur Wasserversorgung einer römischen villa rustica bei Soller mit Wasser aus dem Heiligen Pütz (Helje = Hügel), einer römischen Quellfassung.  Man hat den Tunnel, wie in der Antike üblich, nicht nur von den beiden Mundlöchern aus gebaut, sondern zusätzlich rund hundert Bauschächte angelegt, mit deren Hilfe eine sehr hohe Genauigkeit des Verlaufs erzielt werden konnte. Diese Bauschächte sind heute noch teilweise als Erdtrichter sichtbar. Der Drover-Berg-Tunnel-Wanderweg wurde durch eine Förderung der Konejung Stiftung: Kultur errichtet und am 13. September 2009 offiziell eröffnet. Das römische Tunnelbauwerk gilt als einzigartig in Nordrhein-Westfalen.
Siehe auch  Drover-Berg-Tunnel

## Kirche

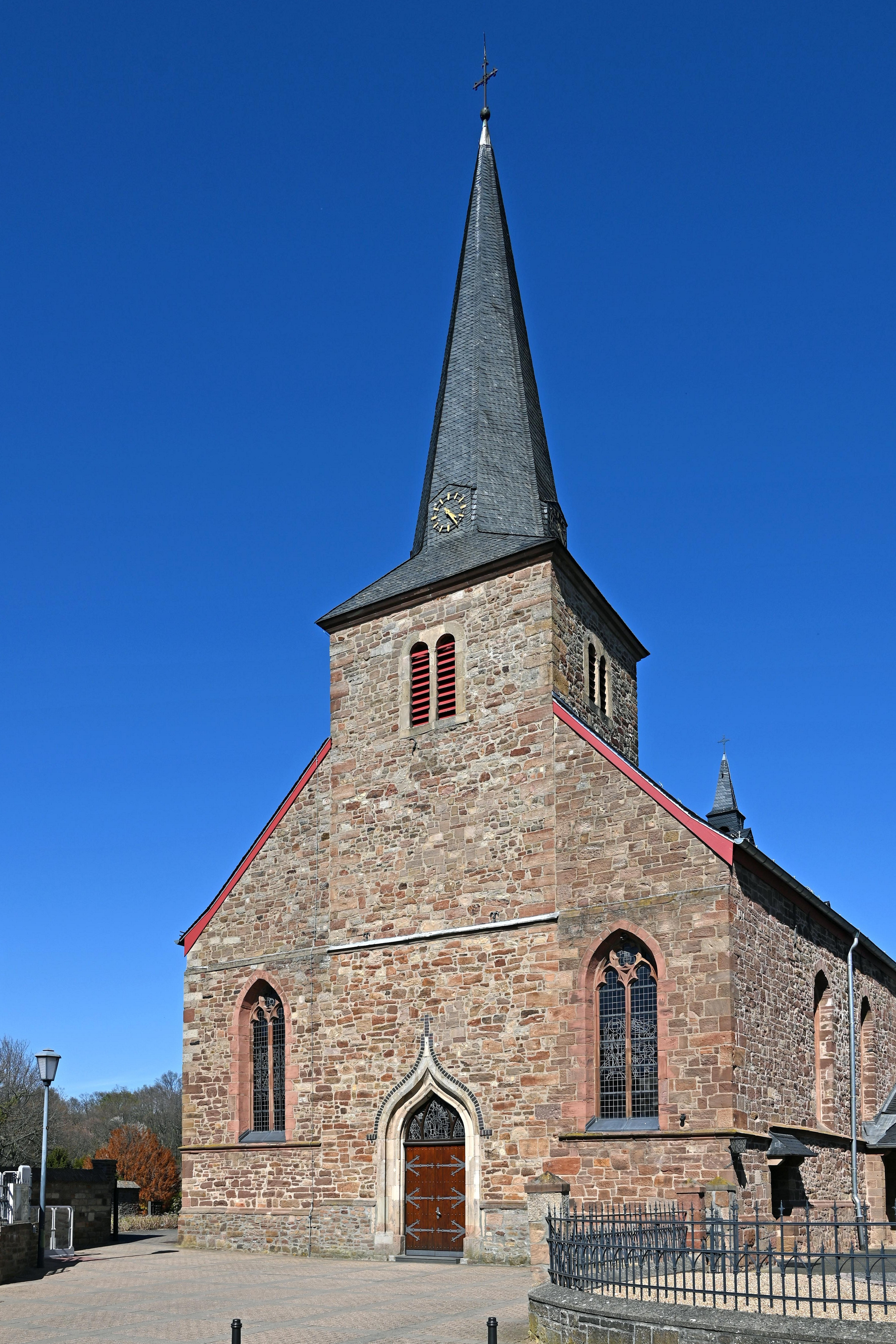
Kirche in Drove

Die neugotische dreischiffige Hallenkirche ist dem hl. Martin geweiht. Sie wurde 1929 neu errichtet. Aus dem spätgotischen Vorgängerbau aus dem 16. Jahrhundert ist noch der nördliche Nebenchor erhalten. Im südlichen Chor steht eine Mensa, ein Altartisch aus dem 12. Jahrhundert. Das Patrozinium St. Martin lässt noch ältere Vorgängereinrichtungen vermuten.

## Ehemalige jüdische Gemeinde
Vor dem Zweiten Weltkrieg gab es in Drove eine große jüdische Gemeinde. In der Zeit des Nationalsozialismus wurden die Juden bereits 1938 nach Lendersdorf in ein Sammellager gebracht und nach Ausbruch des Zweiten Weltkrieges von dort aus (1942) in das eroberte Polen deportiert und dort umgebracht. Zwischen Drove und Thum gibt es einen jüdischen Friedhof. Die  in der Pogromnacht um den 9. November 1938 niedergebrannte Synagoge wurde nach dem Kriege nicht wieder aufgebaut. An diese Dinge erinnert ein Gedenkstein am Platz der alten Synagoge.
Heinrich Böll, der im vier Kilometer entfernten Langenbroich eine Zeit lang wohnte, hat ein Essay über diese Ereignisse geschrieben.

## Verkehr
Entlang des Ortes führt die L249 von Kreuzau nach Nideggen. Die Bundesstraße 56 verläuft parallel jenseits der Heide und verbindet mit Düren beziehungsweise Euskirchen und den Autobahnauffahrten der A 4 und A 1.
Der Ort wird durch Busse des Rurtalbus mit den AVV-Linien 210, 211 und N3a erschlossen. Bis zum 31. Dezember 2019 wurden diese Linien von der Dürener Kreisbahn bedient.
| Linie | Verlauf |
| ----- | --- |
| 210   | (Düren Bf/ZOB – StadtCenter – Kaiserplatz – Krauthausen – Niederau –) Kreuzau – (Drove –) Boich – Nideggen – Brück – Schmidt    |
| 211   | Düren Bf/ZOB – StadtCenter – Kaiserplatz – Krauthausen – Niederau – Kreuzau – Drove – Thum – Thuir (– Muldenau – Embken) – Berg |
| N3a   | Nachtbus: nur in den Nächten Fr/Sa und Sa/So Düren Bf/ZOB → Kaiserplatz → Niederau → Kreuzau → Leversbach → Nideggen → Thum     |

## Schule, Kindergarten
In Drove gibt es eine Gemeinschaftsgrundschule. Der Kindergarten im Ort wird von der Pfarrgemeinde (Kirchengemeindeverband Kreuzau/Hürtgenwald) betreut und bietet Platz für zwei Gruppen, also 50 Kinder.

## Persönlichkeiten
- Wilhelm Klein (1834–1908), Landeshauptmann der Rheinprovinz
- Anni Kroll (1919–2015), Autorin und Heimatdichterin
- Rolf Seel (* 1953), Politiker
- Norbert Schmitz (1958–1998), Fußballspieler
- Klaus Dauven (* 1966), Kunstpädagoge